# تاكوما (واشنطن)
تقع مدينة تاكوما في محافظة بيرس في ولاية واشنطن فالشمال الغربي للولايات المتحدة. يبلغ عدد سكان المدينة حوالي 199,637 سنة 2009 وتعد ثالث أكبر مدينة في ولاية واشنطن.

## التركيبة السكانية
قام مكتب تعداد الولايات المتحدة بتحديد بيانات التركيبة السكانية لتاكوما في تعداد الولايات المتحدة. في ما يلي، التركيبة السكانية حسب تعدادي 2000 و2010.

### تعداد عام 2000
بلغ عدد سكان تابور 417 نسمة بحسب تعداد عام 2000، وبلغ عدد الأسر 188 أسرة وعدد العائلات 124 عائلة مقيمة في البلدة. في حين سجلت الكثافة السكانية 1,147.4 نسمة لكل ميل مربع (443.0/كم2). وبلغ عدد الوحدات السكنية 201 وحدة بمتوسط كثافة قدره 553.1 نسمة لكل ميل مربع (213.6/كم2).
وتوزع التركيب العرقي للبلدة بنسبة 99.52% من البيض و0.48% من عرقين مختلطين أو أكثر.
بلغ عدد الأسر 188 أسرة كانت نسبة 25.0% منها لديها أطفال تحت سن الثامنة عشر تعيش معهم، وبلغت نسبة الأزواج القاطنين مع بعضهم البعض 61.7% من أصل المجموع الكلي للأسر، ونسبة 2.7% من الأسر كان لديها معيلات من الإناث دون وجود شريك، وكانت نسبة 34.0% من غير العائلات. تألفت نسبة 31.9% من أصل جميع الأسر من أفراد ونسبة 18.1% كانوا يعيش معهم شخص وحيد يبلغ من العمر 65 عاماً فما فوق. وبلغ متوسط حجم الأسرة المعيشية 2.81، أما متوسط حجم العائلات فبلغ 2.22.
بلغ العمر الوسطي للسكان 42 عاماً. وكانت نسبة 23.3% من القاطنين تحت سن الثامنة عشر، وكانت نسبة 4.8% بين الثامنة عشر والأربعة وعشرون عاماً، ونسبة 26.9% كانت واقعةً في الفئة العمرية ما بين الخامسة والعشرين حتى الرابعة والأربعين عاماً، ونسبة 22.5% كانت ما بين الخامسة والأربعين حتى الرابعة والستين، ونسبة 22.5% كانت ضمن فئة الخامسة والستين عاماً فما فوق. يوجد لكل 100 أنثى 88.7 ذكر، ويوجد لكل 100 أنثى في الثامنة عشر من عمرها فما فوق 87.1 ذكر.
بلغ متوسط دخل الأسرة في البلدة 30,694 دولار، أما متوسط دخل العائلة فبلغ 40,893 دولار. وكان متوسط دخل الذكور 23,438 دولار مقابل 22,083 دولار للإناث. وسجل دخل الفرد الخاص بالبلدة 15,885 دولار. وكانت نسبة 1.5% من العائلات ونسبة 6.5% من السكان تحت خط الفقر، وكان من هؤلاء نسبة 4.4% تحت سن الثامنة عشر ونسبة 19.1% في الخامسة والستين من العمر وما فوق.

### تعداد عام 2010
بلغ عدد سكان تاكوما 198,397 نسمة بحسب تعداد عام 2010، وبلغ عدد الأسر 78,541 أسرة وعدد العائلات 45,716 عائلة مقيمة في المدينة. في حين سجلت الكثافة السكانية 3,864.9 نسمة لكل ميل مربع (1,492.2/كم2). وبلغ عدد الوحدات السكنية 81,102 وحدة بمتوسط كثافة قدره 1,619.4 لكل ميل مربع (625.3/كم2).
وتوزع التركيب العرقي للمدينة بنسبة.
بلغ عدد الأسر 78,541 أسرة كانت نسبة 31.0% منها لديها أطفال تحت سن الثامنة عشر تعيش معهم، وبلغت نسبة الأزواج القاطنين مع بعضهم البعض 37.8% من أصل المجموع الكلي للأسر، تألفت نسبة 32.3% من أصل جميع الأسر من أفراد ونسبة 9.6% كانوا يعيش معهم شخص وحيد يبلغ من العمر 65 عاماً فما فوق. وبلغ متوسط حجم الأسرة المعيشية 3.10، أما متوسط حجم العائلات فبلغ 2.44.
بلغ العمر الوسطي للسكان 35.1 عاماً. وكانت نسبة 23% من القاطنين تحت سن الثامنة عشر، وكانت نسبة 10.9% بين الثامنة عشر والأربعة وعشرون عاماً، ونسبة 29.6% كانت واقعةً في الفئة العمرية ما بين الخامسة والعشرين حتى الرابعة والأربعين عاماً، ونسبة 25.3% كانت ما بين الخامسة والأربعين حتى الرابعة والستين، ونسبة 11.3% كانت ضمن فئة الخامسة والستين عاماً فما فوق. وتوزع التركيب الجنسي للسكان بنسبة 49.4% ذكور و50.6% إناث.

## التوأمة
- فالديف ، تشيلي..
- الساند ، نرويج..
- سينفوجوس ، كوبا..
- دافو، الفلبين .
- فوزهو ، الصين ..
- جورج ، جنوب إفريقيا..
- ندجامينا، تشاد ..
- غونسان ، كوريا الجنوبية..
- كريات موتزكن، إسرائيل..
- كيتاكيشو ، اليابان ..
- فلاديفوستوك ، روسيا ..
- تاي شانغ ، تايوان..